# Aleksandar Pavlović (futbolista)
Aleksandar Pavlović (Múnich, Alemania, 3 de mayo de 2004) es un futbolista alemán de origen serbio que juega de centrocampista en el Bayern de Múnich de la Bundesliga.

## Selección nacional
El 3 de junio de 2024 hizo su debut con la selección de Alemania en un amistoso ante Ucrania que finalizó en empate a cero.

## Estadísticas

### Clubes
Actualizado al último partido disputado el 5 de julio de 2025.
| Club                           | Div.          | Temporada     | Liga  | Liga  | Liga   | Copas nacionales | Copas nacionales | Copas nacionales | Copas internacionales | Copas internacionales | Copas internacionales | Total | Total | Total  |
| Club                           | Div.          | Temporada     | Part. | Goles | Asist. | Part.            | Goles            | Asist.           | Part.                 | Goles                 | Asist.                | Part. | Goles | Asist. |
| ------------------------------ | ------------- | ------------- | ----- | ----- | ------ | ---------------- | ---------------- | ---------------- | --------------------- | --------------------- | --------------------- | ----- | ----- | ------ |
| Bayern de Múnich II · Alemania | 4.ª           | 2022-23       | 6     | 0     | 1      | ―                | ―                | ―                | ―                     | ―                     | ―                     | 6     | 0     | 1      |
| Bayern de Múnich II · Alemania | 4.ª           | 2023-24       | 3     | 0     | 0      | ―                | ―                | ―                | ―                     | ―                     | ―                     | 3     | 0     | 0      |
| Bayern de Múnich II · Alemania | Total club    | Total club    | 9     | 0     | 1      | 0                | 0                | 0                | 0                     | 0                     | 0                     | 9     | 0     | 1      |
| Bayern de Múnich · Alemania    | 1.ª           | 2023-24       | 19    | 2     | 2      | 0                | 0                | 0                | 3                     | 0                     | 0                     | 22    | 2     | 2      |
| Bayern de Múnich · Alemania    | 1.ª           | 2024-25       | 21    | 1     | 0      | 2                | 0                | 0                | 10                    | 0                     | 0                     | 33    | 1     | 0      |
| Bayern de Múnich · Alemania    | Total club    | Total club    | 40    | 3     | 2      | 2                | 0                | 0                | 13                    | 0                     | 0                     | 55    | 3     | 2      |
| Total carrera                  | Total carrera | Total carrera | 49    | 3     | 3      | 2                | 0                | 0                | 13                    | 0                     | 0                     | 64    | 3     | 3      |

## Palmarés

### Títulos nacionales
| Título     | Club             | País     | Año  |
| ---------- | ---------------- | -------- | ---- |
| Bundesliga | Bayern de Múnich | Alemania | 2025 |